# Antonius Ignatius von Dürfeld

Wappen Antonius Ignatius von Dürfeld 1761

Antonius Ignatius Edler von Dürfeld (* 7. Oktober 1726 in Baden-Baden; † 13. Mai 1806 in Wien) war königlich kaiserlicher Hofrat.

## Leben
Antonius Ignatius von Dürfeld auch Ignaz von Dürfeld genannt, war der Sohn von Johann Wilhelm Dürfeld (* um 1680), Oberster Hofkellner (Supremus Aulae Cellarius) und Stadt- und Amtsschreiber zu Freiburg und der Maria Johanna Knorr von Rosenroth (* Juli 1673 in Sulzbach; † 16. Mai 1731 in Baden–Baden), die Tochter von Christian Knorr von Rosenroth (* 1636 in Alt-Raudten; † 1689 in Sulzbach) und Susanna Baumgarten von Holenstein.
Ignaz war der Ur–Enkel des Joachim von Dürfeld (1616–1663). Als er am 14. März 1761 in Wien von Kaiser Franz I. die Adelsbestätigung und Verleihung des Ehrenwortes „von“ erhielt, war er kaiserlicher General–Kriegs–Kommissariats–Sekretär.
1764 war er Hof–Kriegsrat–Sekretär.
Der Lotteriepächter und Lotterieunternehmer von 1770 bis 1772 Abraham Wetzlar gründete die kaiserlich-königliche große Lotterie Direktion zu Wien. Diese wurde von der Firma Dürfeld und Compagnie durchgeführt, die 1770 vom königlich kaiserlichen Hofkriegssekretär und Proviantmodiationsdirektor Ignaz von Dürfeld und dem Hofsekretär Christoph Herzog gegründet wurde. Ihr Erfolg blieb bescheiden.
In einer Abschrift von 1771 des Obristen von Harrant wird der Kammerrat Dürfeld genannt.
1775 hatte Ignaz von Dürfeld ein Haus in der Gutenbergstraße (Zum goldenen Fassel) der Alservorstadt in Wien.
Bei der Aushändigung der Baden-Badischen Schulkasse am 11. Juni 1778 war der Hofkammerrat Dürfeld zugegen.

## Familie
Antonius Ignatius von Dürfeld heiratete am 7. Februar 1765 in Wien die Maria Elisabeth Edle von Mayer (* 9. Dezember 1743; † 9. März 1829 in Wien), Tochter des königlich kaiserlichen Hofrats und Kammerzahlmeisters Johann Adam Edler von Mayer, 1764 in den Reichsritterstand erhoben, und der Katharina von Camesina. Sie hatten einen einzigen Sohn:
- Franz Josef Adam Ignaz von Dürfeld (* 15. März 1766 in Wien; † 24. Februar 1812 ebenda), königlich kaiserlicher österreichischer wirklicher Hofrat. Dieser war zweimal verheiratet. (I) Am 29. April 1794 in Wien mit Maria Theresia (* 11. Februar 1769 in Wien; † 21. Juni 1795 ebenda), Tochter von Josef Hackher zu Hart, königlich kaiserlicher wirklicher Hofrat und St. Stefan-Ordensritter, und Anna Maria Edle von Henschel († 29. Januar 1792 in Wien); sowie (II) am 20. November 1796 mit Maria Aloisia Franziska (* Oktober 1770), der Tochter von Johann Paul (Plezger) Edler von Wildburg, der am 2. Oktober 1769 in den Ritterstand erhoben wurde[13], und der Maria Theresia Aicher von Aicherau. Die Ehen brachten fünf Kinder hervor.

## Wappen
Wappen (1761): die Bärentatze mit 6 goldenen Kornähren kommt aus dem linken Schildesrande. Kleinod: gekrönt. Die Bärentatze mit den 6 Kornähren wachsend. Decken: blau und gold.